# Hydraulischer Abgleich

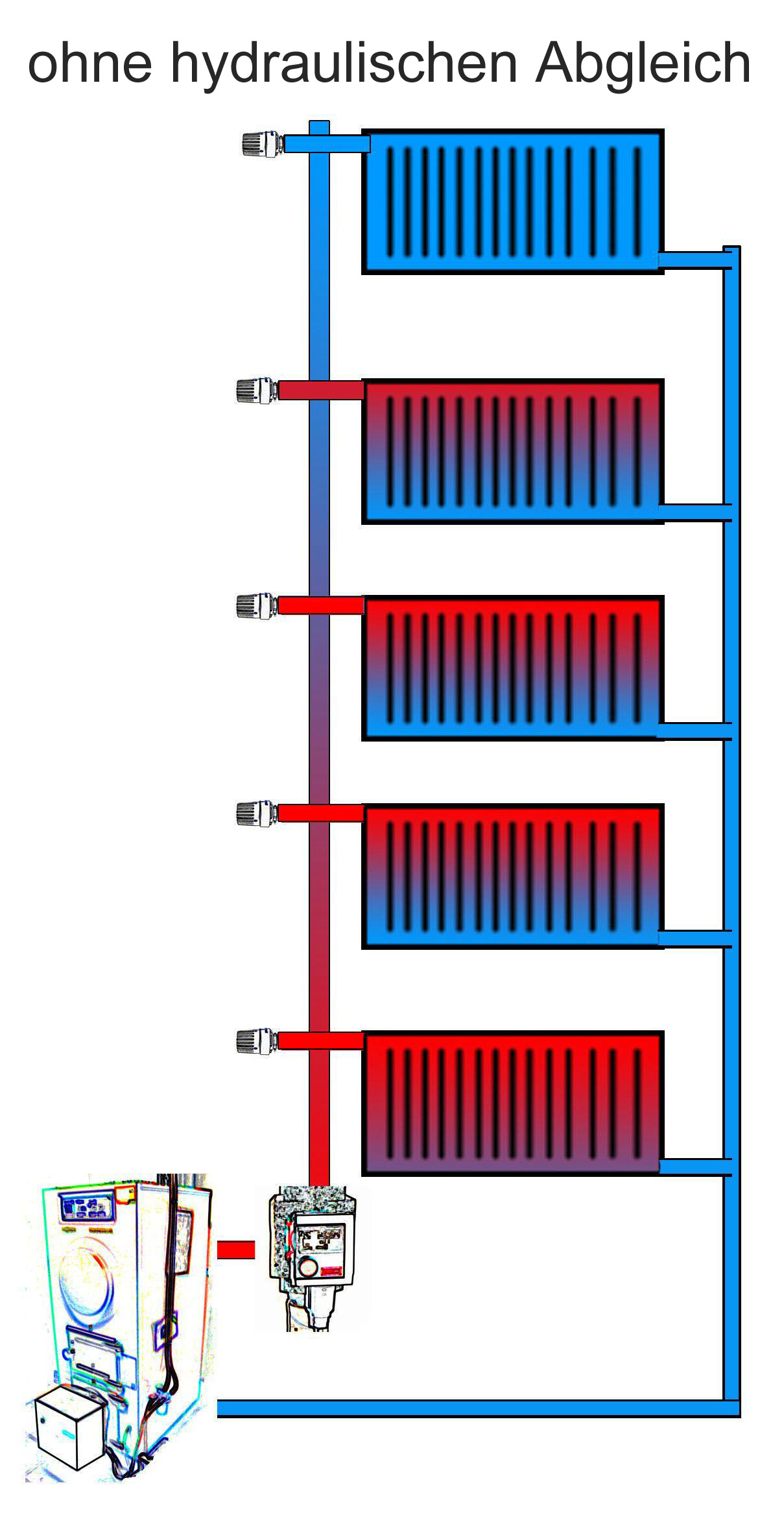
Ohne hydraulischen Abgleich kommt es beim Aufheizen nach Anlagenstillstand zu einer vorübergehenden Unterversorgung der entfernt liegenden Heizkörper. Erst wenn die im Bild unten gelegenen Räume aufgewärmt sind, schließen dort die Thermostatventile, so dass der Volumenstrom ausreicht, auch die anderen Räume zu erwärmen. Ein hydraulischer Abgleich kann auch die Auswirkungen unzureichender Heiz- oder Pumpenleistung, falsch dimensionierter Heizkörper oder ungünstigem Regelverhaltens abmindern.

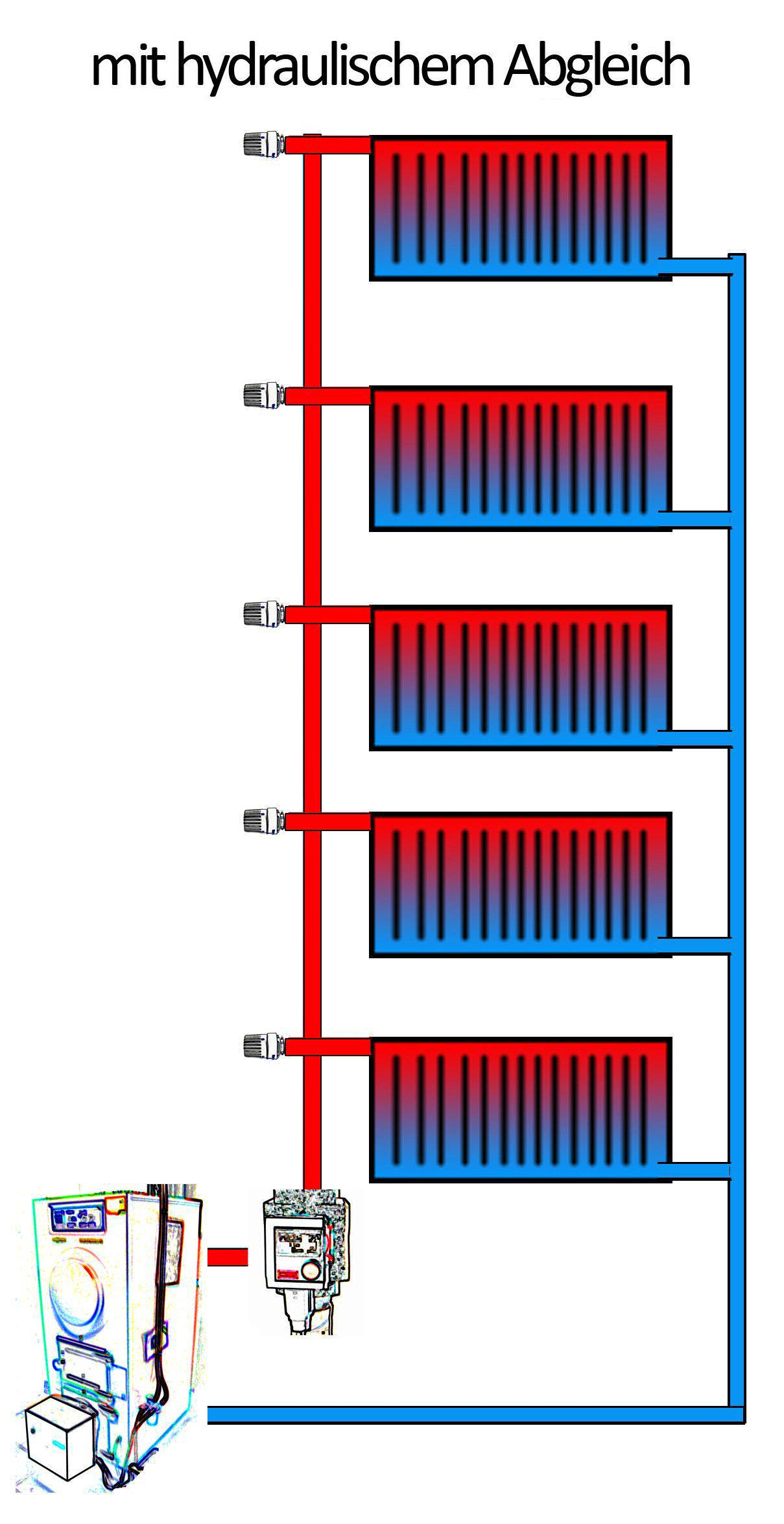
Der hydraulische Abgleich soll bei allen Betriebszuständen die gleichmäßige Versorgung der gesamten Anlage ermöglichen.

Ein hydraulischer Abgleich dient der Abstimmung der Volumenströme in Teilbereichen einer flüssigkeitsgefüllten Anlage auf den vorgesehenen oder erforderlichen Durchfluss.
Wenn sich in bestimmten Strängen (Kreisläufen) des Systems ein zu geringer Volumenstrom ergibt, wird der Durchfluss anderer Stränge oder Kreise gezielt gedrosselt, um einen Ausgleich zu erreichen.
Bei einer Warmwasserheizung soll der hydraulische Abgleich die gleichmäßige Versorgung aller Heizflächen mit den benötigten Volumenströmen des Heizmediums ermöglichen.
Zum Zweck der Energieeinsparung wird die Vorlauftemperatur moderner Brennwertheizkessel und Wärmepumpen ebenso wie die Pumpenleistung im Heizkreis möglichst niedrig gehalten. Im Gegensatz zu den meist großzügig dimensionierten älteren Heizanlagen kann sich bei modernen effizienten Heizsystemen ohne hydraulischen Abgleich eher eine partiell unzureichende Erwärmung ergeben.
Der hydraulische Abgleich eines Heizungssystems kann nach den in der Planung der Anlage festgelegten Sollwerten oder durch Messung der sich in der Praxis einstellenden Raumtemperaturen durchgeführt werden. Letzteres wird auch als thermischer Abgleich bezeichnet. Dieser ist genauer, die Durchführung benötigt aber eine längere Zeit.

## Prozess-Beschreibung
Im Folgenden wird der hydraulische Abgleich in Warmwasserheizungen sowie in der Zirkulation von Warmwasser-Leitungsnetzen behandelt.
Warmwasser-Heizungsanlagen verfügen in der Regel über Thermostatventile oder elektrische Einzelraum-Regelungen (ERR), die den Durchfluss reduzieren, wenn die erwünschte Raumtemperatur erreicht ist. Dadurch schwanken die Durchflussmengen im Heizkreislauf und bei bestimmten Betriebszuständen kann sich eine Unterversorgung einzelner Stränge ergeben. Moderne Umwälzpumpen passen den Pumpendruck an die Durchflussmenge an, was den hydraulischen Abgleich erleichtern kann.
Idealerweise werden Durchflussmengen und Vorlauftemperatur als Arbeitspunkt der Heizungsanlage so reguliert, dass jeder Raum mit der richtigen Wärmemenge versorgt wird, um die gewünschte Raumtemperatur zu erreichen.
Da das Betriebsverhalten einer hydraulisch nicht optimierten Anlage einen gewissen Mehrverbrauch an elektrischer Energie und Brennstoff verursacht, fördert das Bundesumweltministerium eine Kampagne zum hydraulischen Abgleich. Ebenso ist der hydraulische Abgleich häufig bei Förderungen durch die Kreditanstalt für Wiederaufbau und das Marktanreizprogramm zur Nutzung erneuerbarer Energien (MAP) des BAFA eine Voraussetzung. Je nach Förderprogramm gibt es unterschiedliche Verfahren zur Durchführung.

## Mangelnder hydraulischer Abgleich
Fehlt der hydraulische Abgleich, so werden Heizkörper besser versorgt, die sich näher an der Wärmequelle befinden. Weiter entfernte Heizkörper werden nur langsam oder gar nicht ausreichend warm, oder das Regelverhalten ist schlecht. Bei ungünstigen hydraulischen Verhältnissen und mäßiger Pumpen- oder Heizleistung werden weiter entfernt liegende Räume erst dann mit Wärme versorgt, wenn die Räume nahe der Wärmequelle bereits die am Thermostatventil eingestellte Temperatur erreicht haben. In diesem Fall schließen die dortigen Thermostatventile, wodurch eine ausreichende Menge des Wärmeträgermediums für die weiter entfernt liegenden Räume zur Verfügung steht.
Der Strömungswiderstand im Heizkreislauf steigt mit der Länge der Rohrleitung. Wenn keine Drosselung im Rahmen des hydraulischen Ausgleichs vorgenommen wurde, fließt das Wärmeträgermedium daher zunächst zu den Heizkörpern, die einer Wärmequelle (Heizkessel, Pufferspeicher, Wärmetauscher) am nächsten liegen (es ergibt sich ein „hydraulischer Kurzschluss“). Aufgrund des geringeren Durchflusswiderstands fließt durch diese Heizkörper mehr Wasser als benötigt und verlässt die Heizkörper mit vergleichsweise hoher Temperatur. Der Rücklauf zum Wärmeerzeuger besteht zu einem Großteil aus dem Rücklauf der ersten Heizkörper. Die Rücklauftemperatur ist dadurch höher als bei gleichmäßiger Verteilung an alle Heizkörper.
Die im Heizkreislauf üblicherweise enthaltenen Thermostatventile drosseln den Wärmefluss zu den nahegelegenen Räumen erst dann, wenn die Raumtemperatur auf den am Thermostatventil eingestellten Sollwert gestiegen ist. Bei Annäherung an den Sollwert schließt das Ventil und bremst den Durchfluss.
Durch die erhöhte Temperatur des Heizungsrücklaufs
- verringert sich der Wirkungsgrad von Niedertemperatur- und Brennwertkesseln[2]
- ergeben sich erhöhte thermische Verluste in Leitungsnetz und Heizkessel
- wird die Heizungsregelung die Wärmezufuhr unter Umständen frühzeitig drosseln oder den Wärmeerzeuger häufig aus- und einschalten (sogenanntes „Takten“).

Früher wurden zur Vermeidung von ungleichmäßiger Wärmeverteilung die Heizungswasser-Umwälzpumpen größer dimensioniert und/oder die Vorlauftemperatur höher eingestellt als eigentlich nötig. Beides ist mit Energieverlusten verbunden, die man heute vermeiden möchte. Durch zu hohen Volumenstrom und erhöhte Vorlauftemperatur ergeben sich häufig die gleichen nachteiligen Effekte, die oben für eine erhöhte Rücklauftemperatur beschrieben werden.
Technische Folgen einer Heizwärmeverteilung ohne hydraulischen Abgleich bei Anlagen mit Heizkessel:
- Infolge höherer Rücklauftemperatur ergeben sich höhere Abgastemperaturen, wodurch sich insbesondere bei Brennwert- und Pelletskesseln der Wirkungsgrad verringert.
- Die verzögerte Wärmeabgabe erfordert häufigere Brennerstopps. Die Periode von einem Brennerstart zum nächsten wird „Takt“ genannt. Durch häufiges Takten des Gas- oder Ölbrenners
  - erhöht sich der Verschleiß
  - entstehen durch Spülung des Brennerraums mit kalter Zuluft in den Abkühlungsphasen des Brenners Heizwärmeverluste (die Wärmeenergie geht mit dem Abgas verloren) und
  - reduziert sich der Wirkungsgrad durch die unvollständige Verbrennung in den ersten Minuten der Brenneranlaufphase und es bildet sich Kohlenmonoxid (mit Restheizwert).

## Einsparpotential
Bei dem von der Deutschen Bundesstiftung Umwelt (DBU) geförderten OPTIMUS-Programm wurden Einsparpotentiale bei 92 Ein- bzw. Mehrfamilienhäusern im Raum Norddeutschland in der Praxis ermittelt und die Wärmeverluste anschließend mit einem eingeschränkten Leistungskatalog minimiert. Die untersuchten Objekte hatten unter anderem im Mittel dreifach überdimensionierte Heizungsumwälzpumpen, bezogen auf die eigentlich ausreichende elektrische Leistung.
Die Gegenmaßnahmen waren (2003) mit Aufwänden von 2 bis 7 €  pro Quadratmeter Wohnfläche vergleichsweise kostengünstig. Die Erfolge der beim OPTIMUS-Projekt verbesserten Einzelheizungen, hochgerechnet auf die gesamte Bundesrepublik Deutschland, ergaben ein Einsparungspotential zwischen 20.000 und 28.000 GWh pro Jahr.
Durchgeführt wurden lediglich:
- Voreinstellung der Durchflussbegrenzung der Heizkörper-Thermostatventile (= hydraulischer Abgleich)
- Einstellungen der Heizungsumwälzpumpen (geringere Leistung) oder deren Differenzdruckregler
- Einstellung der Heizungsregelungen[6]

Eine Metastudie des ITG Dresden kam 2019 zum Ergebnis, dass sich die Einsparungen durch den hydraulischen Abgleich im Bereich von 7–11 % bewegen. Die größte in der Studie zitierte Untersuchung war ein Projekt der Evangelischen Landeskirche in Baden, bei dem 555 kirchliche Gebäude abgeglichen wurden. Die aktuelle Evaluation des Projekts ergab durchschnittliche Einsparungen von knapp 7 %.
Eine gleichmäßige Temperatur des Wärmeabgabesystems unmittelbar vor allen Heizkörpern ermöglicht eine Temperaturabsenkung der Vorlauftemperatur an der Wärme-Quelle (z. B. Heizkessel), ohne den Komfort zu reduzieren. Aber grundsätzlich wird die Wärmeabgabe steigen.
Ohne gleichzeitige Absenkung der Vorlauftemperatur (führt zu weniger Abgasverlust/Wärmeverlust der Heizungsanlage) bzw. Wahl einer kleineren Leistungsstufe der Pumpe ist zwar ein Komfortgewinn, aber keine Energieeinsparung durch den hydraulischen Abgleich zu erwarten. Nach einem optimalen Abgleich und optimierter Vorlauftemperatur hat z. B. ein Heizkörper in einem Zimmer mit hohem Heizbedarf (Bad, Wohnzimmer) bei voll aufgedrehtem Thermostat über die gesamte Heizkörperfläche etwa die Vorlauftemperatur (d. h. maximale Wärmeabgabe bezogen auf die Vorlauftemperatur) und kann damit die geforderte Raumtemperatur bei geringstmöglichem Energieeinsatz halten.
Eine empirische Maßnahme wäre, wenn Stränge unterversorgt sind, die anderen Stränge zu drosseln:

Schritt 1: Messung der Rücklauftemperaturen bei geöffneten Handventilen

Schritt 2: Teilweises Schließen von Armaturen in Strängen mit sehr hohen Rücklauftemperaturen.

## Anzeichen für fehlenden hydraulischen Abgleich
- Einzelne Heizkörper werden nicht warm, während andere Anlagenteile überversorgt sind.
- Der Brenner von Heizkesseln schaltet zu oft ab und bald darauf wieder ein (er taktet).
- Falls zum Ausgleich einer ungleichmäßigen Wärmeverteilung die Pumpenleistung erhöht wird, können durch erhöhte Strömungsgeschwindigkeit in Heizkörperventilen und Rohrleitungen Geräusche entstehen. Ein erhöhter Pumpendruck kann einen nachteiligen Einfluss auf das Regelverhalten von Thermostatventilen haben.
- Der erhöhte Durchfluss in bevorzugten Räumen kann das Regelverhalten von Thermostatventilen ebenfalls beeinflussen. Es kommt eher zu einem Überschwingen (abwechselnd zu hohe und zu niedrige Raumtemperatur).
- Die erforderliche Vorlauftemperatur ist höher als rechnerisch ermittelt.
- Die erforderliche Pumpenleistung ist höher als rechnerisch ermittelt.
- Die Rücklauftemperaturen sind mess- und fühlbar höher als wirtschaftlich.

## Abgleichmethoden
Zur Durchführung des hydraulischen Ausgleichs werden oft die Werte der rechnerischen Auslegung des Anlage herangezogen, basierend auf
- Wärmeleistung der einzelnen Heizkörper
- Wärmebedarf der Räume
- Lüftungswärmeverluste durch Gebäudeöffnungen und Undichtigkeiten.

Fehlende Daten können gemessen (Nennleistungen, Temperaturdifferenzen, Flächen) und geschätzt werden.
Wenn die dafür erforderlichen Armaturen zur Durchflussminderung bei einzelnen Heizkörpern vorhanden sind, ist auch ein nachträglicher hydraulischer Abgleich möglich. Folgende Komponenten können verwendet werden:
- druckgeregelte Vorlaufpumpen
- einstellbare Rücklaufdrosselventile oder Rücklaufthermostate
- voreinstellbare Thermostatventile
- Strangregulierventile bzw. Strangdifferenzdruckregler.

## Der hydraulische Abgleich in der Theorie
Seit dem 1. April 2004 gilt in Deutschland die DIN EN 12831 (Juni 2003). Danach ist eine fachgerechte Planung mit Heizlast-, Rohrnetz- und Heizflächenberechnung von einem Planer erforderlich. Aus der Planung ergeben sich Wärmebedarf und Volumenströme.
In Deutschland sind Handwerker, die ihr Werk im Sinne der Verbände vollständig ausführen möchten, nach der Vergabe- und Vertragsordnung für Bauleistungen (VOB) Teil C verpflichtet, Heizungsrohrnetze hydraulisch abzugleichen. Das ist insbesondere für Heizanlagen ohne Durchflussregelung erforderlich.
Ein stationärer (quasi statischer) hydraulischer Abgleich ist erreicht, wenn alle parallelen Systeme (etwa Heizkörper an einem Strang oder Wohnungen in einem Gebäude) jeweils den gleichen hydraulischen Widerstand besitzen. Grundsätzlich ist das jedoch nur für einen Arbeitspunkt (gewünschte Raumtemperatur) und bei gleichbleibenden Systembedingungen, also einer bestimmten Durchflussmenge, möglich. Zum Beispiel darf die Pumpenfördermenge nicht schwanken oder einzelne Heizkörper dürfen nicht geschlossen werden. Deshalb erfolgt der stationäre hydraulische Abgleich für einen besonders kritischen Zustand: die maximale Heizlast, bei der alle Heizflächen durchströmt werden.
Insbesondere in modernen Heizanlagen mit geregeltem Pumpendruck (ergibt veränderliche Gesamtdurchflussmenge), mit Thermostatventilen am einzelnen Heizkörper (ergibt veränderliche Einzeldurchflussmenge) und mit veränderlicher Wärmeabnahme ist der stationäre hydraulische Abgleich von geringerer Bedeutung. Stattdessen muss dort die maximal mögliche Durchflussmenge für den einzelnen Heizkörper begrenzt werden. So wird ein dynamischer Abgleich erreicht.

## Der hydraulische Abgleich in der Praxis
Ein hydraulischer Abgleich der Heizanlage für einen an allen Heizkörpern gleichen Betriebspunkt (momentane Raumtemperatur, Solltemperatur und Durchflussmenge) ist Voraussetzung für eine gute Funktion, insbesondere für Brennwertkessel.
Um die Durchflussmenge für jeden Heizkörper voreinzustellen, werden entweder Thermostatventile mit Durchflusskennwert (angepasste kV-Kegel) eingesetzt, an denen die Einstellung des berechneten Werts erfolgt, oder es werden die Durchflusswiderstände durch die Rücklaufverschraubungen reguliert. Generell ist das Einstellen entsprechend einer Modellrechnung für einen Betriebspunkt möglich. Besser ist eine thermostatgeregelte Begrenzung des Rücklaufs. Das empfiehlt sich allemal für Räume mit mehreren Wärmequellen (Küchen, Nassräume, Kaminzimmer), welche den Betriebspunkt verschieben.
Die Vornahme der Voreinstellungen wird durch spezielle Rücklaufverschraubungen mit zwei Einstelloptionen (grob auf–zu und fein 0–100 %) erleichtert, die eine Feineinstellung unterstützen und nicht allein dem Absperren dienen.
Es können auch Heizkörperventile mit integriertem Volumenstrom-Steller eingesetzt werden. Bei diesen Ventilen wird der für den Heizkörper maximal erforderliche Volumenstrom einmalig fest eingestellt. Danach wird der Thermostat auf dem Ventil montiert. Der Thermostat regelt jetzt nur noch im Bereich von Null bis zum voreingestellten Volumenstrom. Eine so ausgerüstete Anlage arbeitet zu jeder Zeit stabil, da die Einflüsse anderer Anlagenteile keine Rückwirkungen auf den Heizkörper haben. Es muss nur dafür gesorgt werden, dass am Heizkörper ein ausreichender Differenzdruck ansteht.
Die Heizungspumpe muss elektronisch auf einen einstellbaren Differenzdruck geregelt sein, denn sie ist Voraussetzung für optimale Durchflusswassermenge entsprechend maximaler Förderhöhe. Dies muss auch nach der vorgenommenen Berechnung für den Betriebspunkt eingestellt werden.

## Anlagen ohne Einzelraum-Temperaturregelung
Die deutsche Energieeinsparverordnung schreibt den Einbau von Einzelraumtemperaturreglern (und selbstregelnden Umwälzpumpen) für zu erstellende oder zu sanierende Anlagen vor. Seit der Energiekrise in den 1970er Jahren ist die Verwendung von Thermostatventilen zur Einzelraumregelung üblich. Lediglich in besonderen Fällen wird hiervon abgewichen.
So haben hochwärmegedämmte Gebäude häufig einen solch geringen Bedarf an Wärmeenergie, dass insbesondere beim Einsatz von Lüftungs-Konvektoren und Flächenheizung in Kombination mit Wärmepumpen und solarer Heizungsunterstützung die Vorlauftemperatur des Heizkreislaufs nur wenig über der Raumtemperatur liegt. Da die Wärmeabgabe bei Annäherung der Temperatur der Heizflächen an die Raumtemperatur stark abfällt, ergibt sich ein gewisser Selbstregeleffekt, der es möglich macht, ohne allzu große Einbußen hinsichtlich Komfort und Energieverbrauch ohne thermostatische Einzelraumregelung auszukommen. Bedingung hierfür ist in der Regel, dass keine störenden Einflüsse durch solare Einstrahlung oder sonstige Wärmequellen vorliegen oder die genaue Einhaltung von bestimmten Raumtemperaturen nicht erforderlich ist.
Da die Regulierung der Volumenströme durch die Einzelraumtemperaturregelung entfällt, muss hier in jedem Fall ein hydraulischer Abgleich vorgenommen werden, um überhaupt eine gleichmäßige Verteilung der Wärmeenergie zu ermöglichen.

## Hydraulischer Abgleich in Warmwasserzirkulationsnetzen
Im Verteilnetzen für erwärmtes Trinkwasser werden häufig Zirkulationsleitungen installiert, die verhindern, dass sich die Wassertemperatur im Leitungsnetz abkühlt, wenn kein Wasser entnommen wird. In größeren Anlagen mit mehreren Strängen ist es sinnvoll, die Volumenströme hydraulisch abzugleichen. Die Zirkulationspumpe benötigt dann eine deutlich geringere Leistung. Zusätzlich wird die Gefahr des Auftretens von Legionellen verringert, da die bessere Durchströmung auch an weit entfernten Verbrauchern ausreichend hohe Temperatur sichert.
Das DVGW-Arbeitsblatt W 553 beschreibt die Bemessung der Leitungsquerschnitte. Als Kleinanlagen bezeichnet das Arbeitsblatt:
- die Warmwasserversorgung in Gebäuden mit einer Wohneinheit (WE) bzw. 2 WE, wenn der Eigentümer mit im Haus wohnt, sowie
- Anlagen mit Warmwasserbereitern (WWB) von bis zu 400 Litern Inhalt und einem maximalen Wasserinhalt der Rohrleitung zum entferntesten Verbrauchen von 3 Litern.

Andere Anlagen sind „Großanlagen“, die mit mindestens 60 °C zu betreiben sind. Die Auskühlung bis zum Wiedereintritt der Zirkulation in den Warmwasserbereiter (WWB) darf nicht mehr als 5 K betragen. In Kleinanlagen darf der Warmwasserbereiter mit 50 °C betrieben werden, jedoch werden auch hier wegen der Legionellenproblematik dauerhaft 60 °C oder eine wöchentliche Erwärmung auf 70 °C empfohlen.